# Marcelo Saragosa
Pour les articles homonymes, voir Saragosa.
Marcelo Saragosa est un footballeur brésilien né le 22 janvier 1982 à Campo Grande. Il évolue au poste de défenseur.

## Biographie
Marcelo signe son premier contrat pro en 2003 dans l'équipe B de São Paulo FC, son club formateur depuis ses 13 ans. Il est prêté aux Los Angeles Galaxy en 2004 puis signe avec eux en août 2005 avec qui il jouera 14 matchs et marquera 1 but.
Après avoir joué 10 des 15 premiers matchs de la saison 2006 pour les Galaxy, Sagarosa va signer avec le FC Dallas le 19 juillet 2006. Le 14 avril 2007, il va se blesser au genou droit ce qui le rendra indisponible pour 4 semaines jusqu'à son rétablissement le 21 octobre 2008.
Il sera échangé aux Chivas USA contre Atiba Harris le 17 juillet 2009.

### Palmarès
- Lamar Hunt U.S. Open Cup :  2005
- Coupe de la Ligue majeure de soccer : 2005
- Association de l'Ouest de la MLS : 2005